# 米科拉什·阿莱什

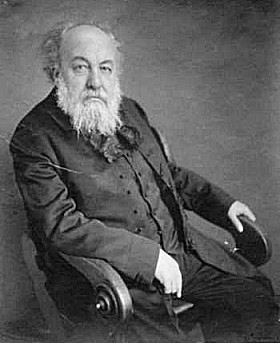
阿莱什肖像画

米科拉什·阿莱什（捷克語：Mikoláš Aleš，1852年11月18日—1913年7月10日），捷克画家。出生于米罗维才的一个相对富裕、但当时欠债的家庭。1869-1875年就读于布拉格美术学院，其间解释小说家伊拉塞克。他最初试图成为历史画家，但受到批评。1879年创作了歌颂捷克英雄人物的《祖国》组画，全画用线，受到盛赞。1880年代后生活潦倒，仍创作了《斯帕利切克》（1890年代出版）、《在胡斯士兵前》（1887）等作品。